# Micromerys
Micromerys is een geslacht van spinnen uit de familie trilspinnen (Pholcidae). De typesoort is Micromerys gracilis.

## Soorten
Het geslacht kent de volgende soorten:
- Micromerys daviesae Deeleman-Reinhold, 1986
- Micromerys gidil Huber, 2001
- Micromerys gracilis Bradley, 1877
- Micromerys gurran Huber, 2001
- Micromerys raveni Huber, 2001
- Micromerys wigi Huber, 2001
- Micromerys yidin Huber, 2001